# Álex Muñoz
Alejandro José Muñoz Miquel (Alicante, Comunidad Valenciana, 30 de julio de 1994) es un futbolista español que juega como defensa en la U. D. Almería.

## Trayectoria
Formado en la cantera del Hércules de Alicante Club de Fútbol, compaginó el fútbol con sus estudios de Medicina, tras subir del filial jugó durante dos temporadas en el primer equipo en la Segunda División B de España. En la temporada 2015-16 compitió a un gran nivel, a pesar de una fatídica acción involuntaria en el partido decisivo por el ascenso ante el Cádiz Club de Fútbol, que le abría involuntariamente la puerta de salida ya que el Hércules necesitaba liquidez.
En julio de 2016 fue traspasado al Sevilla Fútbol Club para jugar con su filial, el Sevilla Atlético, a cambio de un ingreso de unos 350 000 euros. Con dicho traspaso el Hércules saldó su deuda con la Agencia Tributaria, a la que no pagaba desde el octubre anterior.
El 23 de julio de 2018 llegó libre al Real Zaragoza para cubrir la baja de Mikel González, dada su polivalencia para desempeñarse como lateral izquierdo o central zurdo, y firmó por tres temporadas con el club aragonés. El 26 de julio de 2019 se desvinculó del Zaragoza y fichó por el Club Deportivo Tenerife.
El 8 de julio de 2022, tras haber finalizado su contrato con el equipo insular, se comprometió con el Levante U. D. por dos temporadas. Al finalizar su contrato fichó por la U. D. Las Palmas de la Primera División. En esta categoría marcó tres goles en veintiún partidos y un año después de su llegada se unió a la U. D. Almería hasta 2028.

## Clubes
| Club                 | País   | Año       |
| -------------------- | ------ | --------- |
| Hércules de Alicante | España | 2012-2016 |
| Sevilla Atlético     | España | 2016-2018 |
| Real Zaragoza        | España | 2018-2019 |
| C. D. Tenerife       | España | 2019-2022 |
| Levante U. D.        | España | 2022-2024 |
| U. D. Las Palmas     | España | 2024-2025 |
| U. D. Almería        | España | 2025-     |